# Rödstrupig barbett
Rödstrupig barbett (Psilopogon mystacophanos) är en fågel i familjen asiatiska barbetter inom ordningen hackspettartade fåglar. Den förekommer i Sydostasien. Arten minskar i antal, men beståndet anses vara livskraftigt.

## Utseende och läte
Rödstrupig barbett är en stor smaragdgrön barbett med en kraftig mörk näbb. Olikt många barbetter har den tydliga dräktsskillnader mellan könen. Hanen har gula, svarta, blå och röda fläckar i ansiktet, medan honan bara har blå och röda. Sången är en ihållande serie med gutturala hoanden, eller en rad drillar som gradvis avstannar och övergår i hoanden. Tonerna är ”knackande”, skilda från de mer vittljudande hos rödkronad barbett.

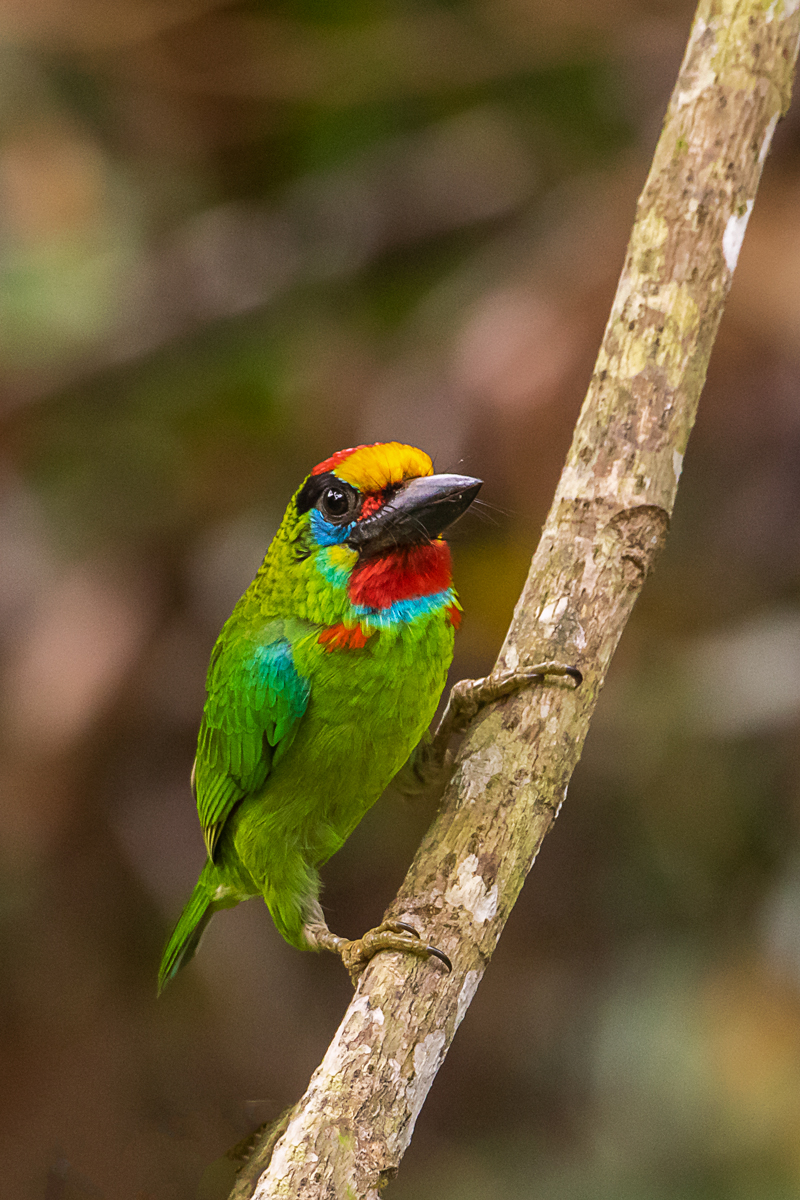

## Utbredning och systematik
Rödstrupig barbett delas in i två underarter med följande utbredning:
- Psilopogon mystacophanos mystacophanos – förekommer i sydvästra Thailand samt på Malackahalvön, Sumatra och Borneo
- Psilopogon mystacophanos ampala – förekommer i Batuöarna (utanför västra Sumatra)

### Släktestillhörighet
Arten placerades tidigare liksom de allra flesta asiatiska barbetter i släktet Megalaima, men DNA-studier visar att eldtofsbarbetten (Psilopogon pyrolophus) är en del av Megalaima. Eftersom Psilopogon har prioritet före Megalaima, det vill säga namngavs före, inkluderas numera det senare släktet i det förra.

## Levandesätt
Rödstrupig barbett hittas i alla möjliga olika låglänta skogsmiljöer, från urskog till parker och trädgårdar. Födan består av frukt, huvudsakligen fikon, men också andra sorter som durian. Den intar även insektslarver och snäckor. Fågeln hackar ut ett bohål tre till sex meter upp i ett träd eller i ett myrbo. Däri lägger den två till fyra ägg.

## Status och hot
Arten har ett stort utbredningsområde, men tros minska i antal, dock inte tillräckligt kraftigt för att den ska betraktas som hotad. Internationella naturvårdsunionen IUCN listar arten som nära hotad (LC).